# Komorní Lhotka
Komorní Lhotka (in polacco Ligotka Kameralna, in tedesco Kameral (Cameral) Elgoth) è un comune della Repubblica Ceca facente parte del distretto di Frýdek-Místek, nella regione della Moravia-Slesia.